# !!!
I !!! (pronunciato Chk Chk Chk, AFI: /tʃ(ɪ)k.tʃ(ɪ)k.tʃ(ɪ)k/) sono un gruppo musicale statunitense formatosi nel 1996 a Sacramento, California. I membri del gruppo provengono da altre band locali, come The Yah Mos, Black Liquorice e Popesmashers. La band ha sede anche a New York e a Portland.

## Storia del gruppo
Dopo una tournée di successo svolto insieme, alcuni membri dei Black Liquorice e dei Popesmashers si unirono per formare appunto i !!!: il nome si ispira al sottotitolo del film Ma che siamo tutti matti? in cui gli schiocchi tipici delle lingue khoisan (linguaggio dei boscimani) si trascrivono come !!!. Tuttavia, come spiega la band stessa, «!!! si pronuncia ripetendo tre volte qualsiasi monosillabo: Chk Chk Chk è la forma più comune, ma possono andare altrettanto bene Pow Pow Pow, Bam Bam Bam, Uh Uh Uh e così via a piacere».

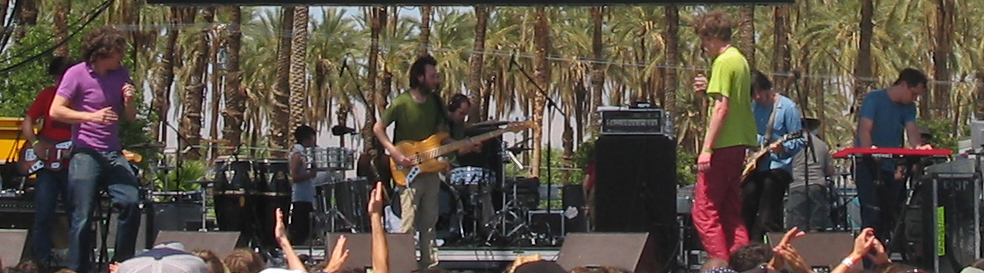
Il gruppo durante un concerto al Coachella Valley Music and Arts Festival, il 2 maggio 2004

Il loro album di debutto è uscito nel 2001 con il titolo !!!, per l'etichetta Gold Standard Laboratories. Il secondo album è stato Louden Up Now, prodotto negli Stati Uniti dalla Touch and Go Records e in Europa dalla Warp Records nel giugno 2004. Nel 2005 gli !!! hanno pubblicato un nuovo extended play, cover di "Take Ecstasy With Me" (The Magnetic Fields) e di "Get up" (Nate Dogg).
Su invito di John Frusciante, che li ha visti durante un concerto a Los Angeles, hanno supportato il tour dei Red Hot Chili Peppers nel Regno Unito nel 2006.
Nel 2007 hanno pubblicato il loro terzo album, Myth Takes, mentre tre anni dopo è uscito il quarto album, Strange Weather, Isn't It?

## Formazione

### Formazione attuale
- Nic Offer - voce (1996-presente)

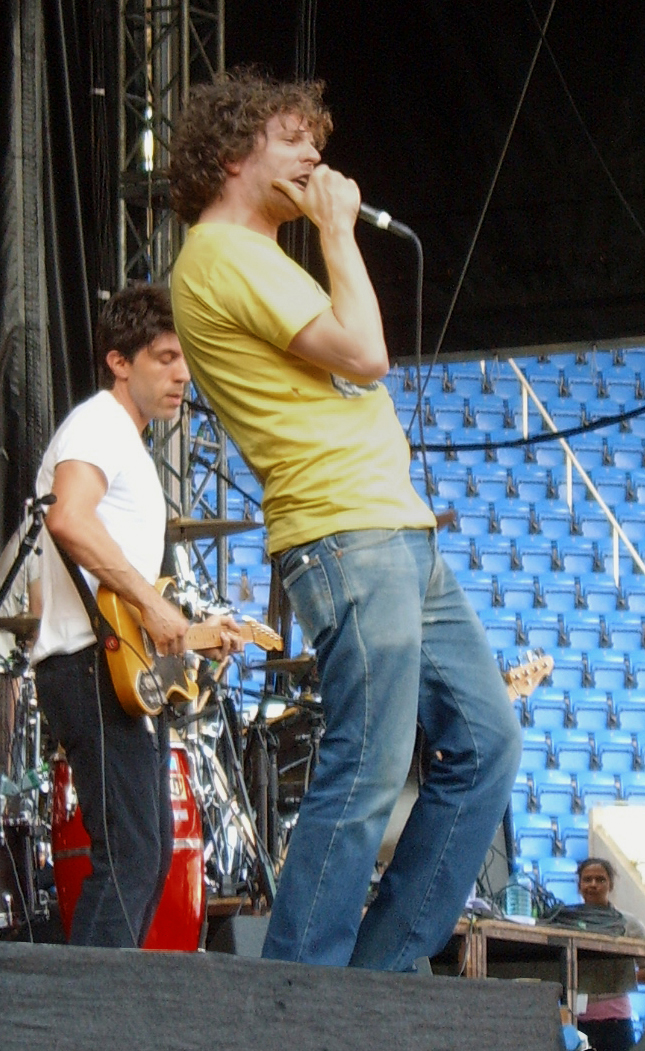
Il cantante Nick Offer al Festival di Reading del 2006 in supporto ai Red Hot Chili Peppers

- Mario Andreoni - chitarra (1996-presente)
- Alan Wilson - corno, percussioni e tastiera (1996-presente)
- Tyler Pope - chitarra e vari strumenti elettronici (1996-presente)
- Dan Gorman - corno, percussioni e tastiera (1996-presente)
- Rafael Cohen - basso

### Ex componenti
- John Pugh - voce e percussioni (1996-2007)
- Jason Racine - percussioni (1996-?)
- Justin Van Der Volgen - mixer (1996-2007)
- Mikel Gius - batteria (?-2005)
- Jerry Fuchs - batteria (2005-2009)

Il gruppo inoltre divide l'appartenenza con il simile gruppo Out Hud (incluso lo stesso Tyler Pope che è anche nei LCD Soundsystem), che suona musica strumentale più sperimentale.

## Discografia

### Album in studio
- 2001 – !!!
- 2004 – Louden Up Now
- 2007 – Myth Takes
- 2010 – Strange Weather, Isn't It?
- 2013 – Thr!!!er
- 2015 – As If
- 2017 – Shake the Shudder
- 2019 –  Wallop
- 2022 – Let It Be Blue

### EP
- 1999 – GSL26/LAB SERIES VOL. 2
- 2004 – Live Live Live
- 2005 – Take Ecstasy with Me/Get Up
- 2010 – Jamie, My Intentions Are Bass E.P.
- 2018 – MEGAMiiiX Vol.1: Shake Shake Shake
- 2020 – Certified Heavy Kats

### Singoli
- 1998 – The Dis-Ease/The Funky Branca
- 2003 – Me and Giuliani Down by the Schoolyard (a True Story)
- 2004 – Pardon My Freedom
- 2004 – Hello? Is This Thing On?
- 2004 – Me and Giuliani Down by the Schoolyard (a Remix)
- 2007 – Heart of Hearts
- 2007 – Must Be the Moon
- 2010 – AM/FM
- 2013 – Slide
- 2013 – One Girl/One Boy
- 2015 – All you Writers
- 2015 – Freedom '15 / "Sick Ass Moon"
- 2015 – Bam City / Ooo